# Хакобо Санс Овехеро
Хакобо Санс Овехеро (ісп. Jacobo Sanz Ovejero, нар. 10 липня 1983, Вальядолід) — іспанський футболіст, воротар.
Виступав у Ла Лізі за «Хетафе» та «Реал Вальядолід», але більшу частину кар'єри провів у нижчолігових іспанських клубах, крім того кілька років пограв у грецькій Суперлізі за «Астерас» та ПАОК

## Ігрова кар'єра
Народився 10 липня 1983 року в місті Вальядолід. Вихованець футбольної школи клубу «Реал Вальядолід».
У дорослому футболі дебютував 2003 року виступами за другу команду цього ж клубу, в якій провів один сезон, взявши участь у 26 матчах чемпіонату. Після цього грав на правах оренди за нижчолігові іспанські клуби «Паленсія» та «Реал Хаен».
Своєю грою за останню команду привернув увагу представників тренерського штабу основної команди «Реал Вальядолід», до складу якого приєднався 2005 року. Відіграв за вальядолідський клуб наступні два сезони своєї ігрової кар'єри, проте основним голкіпером команди так і не став.
Протягом сезону 2007—2008 років захищав кольори «Нумансії», після чого сезон на правах оренди виступав у «Хетафе».
З літа 2009 року знову, цього разу два сезони, захищав кольори команди клубу «Реал Вальядолід».
Протягом сезону 2011–12 років захищав кольори грецького «Астераса».
До складу клубу ПАОК приєднався 7 серпня 2012 року. Всього встиг відіграти за клуб з Салонік 21 матчів в національному чемпіонаті, а також 2014 року недовго пограв на правах оренди за «Тенерифе» у Сегунді.

## Досягнення
- Переможець іспанської Сегунди: 2006–07, 2007–08